# John Stirratt
John Stirratt (New Orleans, 26 november 1967) was een Amerikaanse bassist en multi-instrumentalist, bekend van de bands Wilco en The Autumn Defense.

## Jeugd
Stirratt groeide op in Mandeville, een plaats aan het Pontchartrainmeer, pal noordwaarts van  New Orleans. Hij ging naar de Mandeville High School en de Universiteit van Mississippi, en is lid van de Phi Kappa Tau-broederschap.
Hij speelde regelmatig in de Amerikaanse zuidelijke staten met The Hilltops, een band gevestigd in Oxford in de staat Mississippi, en met onder meer zijn tweelingzus Laurie Stirratt en haar man Cary Hudson. Gedurende deze tijd ontmoette hij en raakte bevriend met de band Uncle Tupelo. Hij werkte met ze mee op hun tournees door het oosten- en midwesten van de VS.
Na het uiteenvallen van The Hilltops in 1990 nam Stirratt een plaat op onder de naam The Gimmecaps en sloot zich kort aan bij de band The Bluerunners uit Lafayette, voordat hij in 1992 bij Uncle Tupelo kwam. Als bassist / gitarist speelde hij op hun laatste album Anodyne.
Na het uiteenvallen van Uncle Tupelo voegde Stirratt zich in 1994 weer bij Jeff Tweedy, Ken Coomer en Max Johnston om Wilco op te richten. Sinds de oprichting van Wilco zijn Stirratt en Tweedy de enige leden die bijdragen aan alle Wilco-releases. Stirratt sloot zich ook aan bij Wilco-leden Jay Bennett en Ken Coomer om Courtesy Move te vormen, een vroeg Wilco-zijproject dat eind 1996 een album opnam dat nooit werd uitgebracht.
Stirratt richtte in 2000 The Autumn Defense op met vriend en mede-New Orleanier Pat Sansone.